# Dasyhelea punctatipennis
Dasyhelea punctatipennis är en tvåvingeart som beskrevs av Jean-Jacques Kieffer 1921. Dasyhelea punctatipennis ingår i släktet Dasyhelea och familjen svidknott. Inga underarter finns listade i Catalogue of Life.